# Dorytomodes
Dorytomodes är ett släkte av skalbaggar. Dorytomodes ingår i familjen vivlar.

## Dottertaxa tillDorytomodes, i alfabetisk ordning[1]
- Dorytomodes acalyptoides
- Dorytomodes acceptus
- Dorytomodes aciphyllae
- Dorytomodes aericomus
- Dorytomodes albisetosus
- Dorytomodes altivagans
- Dorytomodes anchoralis
- Dorytomodes anxius
- Dorytomodes australis
- Dorytomodes bicavus
- Dorytomodes brouni
- Dorytomodes castigatus
- Dorytomodes celmisiae
- Dorytomodes cheesemani
- Dorytomodes concolor
- Dorytomodes confusus
- Dorytomodes consonus
- Dorytomodes cordipennis
- Dorytomodes creperus
- Dorytomodes crucigerus
- Dorytomodes decussatus
- Dorytomodes difformipes
- Dorytomodes dilucidus
- Dorytomodes discoideus
- Dorytomodes dolosus
- Dorytomodes dracophyllae
- Dorytomodes durus
- Dorytomodes elegans
- Dorytomodes eustictus
- Dorytomodes exilis
- Dorytomodes fascialis
- Dorytomodes fasciatus
- Dorytomodes femoralis
- Dorytomodes flavitarsis
- Dorytomodes floricola
- Dorytomodes fulvescens
- Dorytomodes fulvus
- Dorytomodes fuscipes
- Dorytomodes fusconotatus
- Dorytomodes fuscoventris
- Dorytomodes glottis
- Dorytomodes gracilirostris
- Dorytomodes grossus
- Dorytomodes insignis
- Dorytomodes insolitus
- Dorytomodes lateralis
- Dorytomodes leucocomus
- Dorytomodes leucolomus
- Dorytomodes limbatus
- Dorytomodes maorinus
- Dorytomodes melastictus
- Dorytomodes melastomus
- Dorytomodes methvenensis
- Dorytomodes nesobius
- Dorytomodes nocens
- Dorytomodes obscurus
- Dorytomodes ochraceus
- Dorytomodes oleariae
- Dorytomodes pardalis
- Dorytomodes pectoralis
- Dorytomodes poecilus
- Dorytomodes rubricalis
- Dorytomodes rufirostris
- Dorytomodes sexmaculatus
- Dorytomodes simulans
- Dorytomodes spadiceus
- Dorytomodes stramineipes
- Dorytomodes stramineus
- Dorytomodes subconicollis
- Dorytomodes sudus
- Dorytomodes sylvaticus
- Dorytomodes terrestris
- Dorytomodes thomsoni
- Dorytomodes titahenus
- Dorytomodes trilobus
- Dorytomodes veronicae
- Dorytomodes viridipennis
- Dorytomodes vittatus
- Dorytomodes xenorrhinus